# 千葉鑑定団
千葉鑑定団（ちばかんていだん）は、日本のリサイクルショップ・古書店チェーンである。

## 概要
リサイクルショップチェーンの万代書店と提携し、CD・DVD・ゲームソフト・古本・おもちゃ・古着などを扱うエンターテイメント系リサイクルショップとして、千葉県・茨城県10店舗を展開している。茨城県内では「茨城鑑定団」として営業している。
黒塗りの店舗外観と店内に山積みされた商品群が特徴。一部店舗は24時間営業を行っている。
店名はかつては「○○鑑定団」で統一していたが、順次「千葉鑑定団○○店」と変更している。但し店舗看板などに「○○鑑定団」の表記が残る店舗もある。

## 店舗一覧
- 千葉鑑定団酒々井店（印旛郡酒々井町）
- 千葉鑑定団船橋店（船橋市）
- 千葉鑑定団湾岸習志野店（習志野市）
- 千葉鑑定団中央店（千葉中央鑑定団・千葉市中央区）
- 千葉鑑定団東金店（東金鑑定団・山武市）
- 千葉鑑定団千葉北店（千葉市稲毛区）
- 千葉鑑定団八千代店（八千代市）
- 千葉鑑定団松戸店（松戸市）
- 浦安鑑定団（浦安市）
- 茨城鑑定団神栖店（神栖市）

## 備考
- 静岡県・栃木県・福島県にも「○○鑑定団」を名乗るリサイクルショップがあるが、それぞれ別法人による運営である。
- CS放送・フジテレビ721（現・フジテレビTWO） 「ゲームセンターCX」のたまに行くならこんな○○のコーナーで、有野課長が酒々井店に2回も来ていた。
- チバテレの深夜テレビ番組「ザ・ゾクフー24時」で一社提供を務めた。また、これをきっかけに深夜帯にもCMを流している（番組が終わっても継続中）。
- テレビ朝日系「10万円でできるかな」2017年12月13日放送分にて、1000円ガチャの企画が千葉鑑定団酒々井店にて行われた。